# Tristania
Tristania fue un grupo de doom metal y metal gótico procedente de Stavanger, Noruega, formada a finales de 1996 por Morten Veland (guitarra y voz), Einar Moen (teclados) y Kenneth Olsson (batería), hasta su separación el año 2022, tras 26 años de carrera. 
La música de Tristania se suele clasificar como metal gótico sinfónico con notables influencias de death/doom metal (sobre todo en los primeros álbumes) y black metal debido a su fuerte vínculo con esos géneros y a su legado en la historia del metal gótico.
El origen del nombre no está claro, pero podría ser una referencia a trist, que significa ‘triste’ o ‘deprimente’ en noruego, o a la flor de Tristania.

## Historia

### Inicios de Tristania (1992-1997)
En 1992, Morten Veland y Kenneth Olsson formaron la banda Uzi Suicide en Stavanger, con la cual se mantuvieron en escena por alrededor de 3 años. Desde entonces, Veland estaba más interesado en la escena gótica del Reino Unido, por lo que sus composiciones empezaron a tomar una sensación más oscura. Con algunos integrantes derivados de esa banda, en particular Einar Moen, más tarde se convirtieron en Tristania en 1995.
Tristania nace casi de la mano de otras agrupaciones vecinas y contemporáneas, tales como Theatre of Tragedy y The Sins Of Thy Beloved en un concepto muy similar, aunque luego cada uno desarrollaría un estilo particular y característico por sus propios medios. Poco después y luego de buscar músicos en su ciudad, incorporaron a Rune Østerhus (bajista) y Anders Høyvik Hidle  (primera guitarra) para completar la agrupación noruega a inicios de 1996.

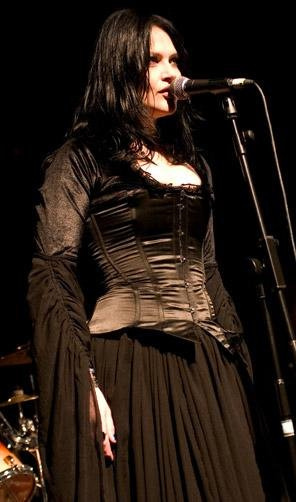
Vibeke Stene se unió a Tristania a la edad de 18 años, y fue la vocalista soprano de la banda durante once años (foto de 2008).

En el ínterin, la soprano Vibeke Stene llegó como música de sesión, pero se fueron convenciendo de que su voz se adecuaba perfectamente al concepto musical de Tristania, y así ella pasó a ser la sexta miembro de la banda. No había inicialmente voces femeninas en el proyecto artístico que tenían previsto sus tres fundadores, pero la joven Stene pronto ensambló con su estilo de canto lírico en el grupo y ella se sintió bien como un miembro permanente. Grabaron la primera versión de su proyecto musical, en 3 días corridos de mayo de 1996, en Klepp Lydstudio, en Oslo, Noruega.
Durante el verano noruego de 1997 el demo fue distribuido a diversos sellos, hasta que finalmente a Napalm Records le pareció muy interesante y se hizo con los derechos de la grabación, ya que le presentaron la mejor oferta a la banda. Tristania lanza por este sello discográfico el EP auto titulado Tristania.
La imagen de la bella Vibeke y su impresionante voz, fueron la puerta de entrada a los escenarios y festivales noruegos en los que presentaron su trabajo al público.
Es característico en esta primera grabación y en sus restantes tres primeros discos un estilo de metal muy sinfónico, al utilizar elementos hasta entonces no muy tradicionales en bandas góticas, como el violín, y coros similares a los de la música clásica, mezcladas con voces guturales propias del death metal.

### Widow's Weeds(1997 - 1998)
Inspirado por el éxito en Europa de su EP, la banda estaba impaciente por grabar su primer álbum. Así que a fines de 1997, las pistas de Widow's Weeds fueron registradas y lanzadas como su primer LP a principios de 1998. Widow's Weeds es un álbum de metal sinfónico con elementos de diversos géneros metaleros, tales como metal gótico, death metal, black metal y doom metal.
Esencial para este disco fue Østen Bergøy (procedente de la banda The Morendoes), barítono que se inició como cantante de estudio y fue un miembro regular de Tristania por más de 10 años, contribuyendo con las voces masculinas limpias en la canción «Angellore». El violín estuvo a cargo de Pete Johansen (The Scarr), quien también contribuyó en otros álbumes de Tristania (cuatro en total), hasta que decidieron prescindir por completo de su colaboración.
Después de hacer sus primeras presentaciones fuera de Noruega como acompañantes de Lacrimosa en Bélgica y en el Mind Over Matter Festival en Austria, durante el verano de 98, Tristania realizó su primera gira europea en el otoño el mismo año, junto con Solefald y Haggard.
A finales de 1998 y parte de 1999, la banda realizó su primera gira de presentaciones por varios países de Europa, a la que denominaron Widow's Tour. Esta gira fue promocionada con un CD y su respectivo VHS de una actuación realizada en Oberwart, Austria.

### Beyond The Veily salida de Morten Veland (1999 - 2001)

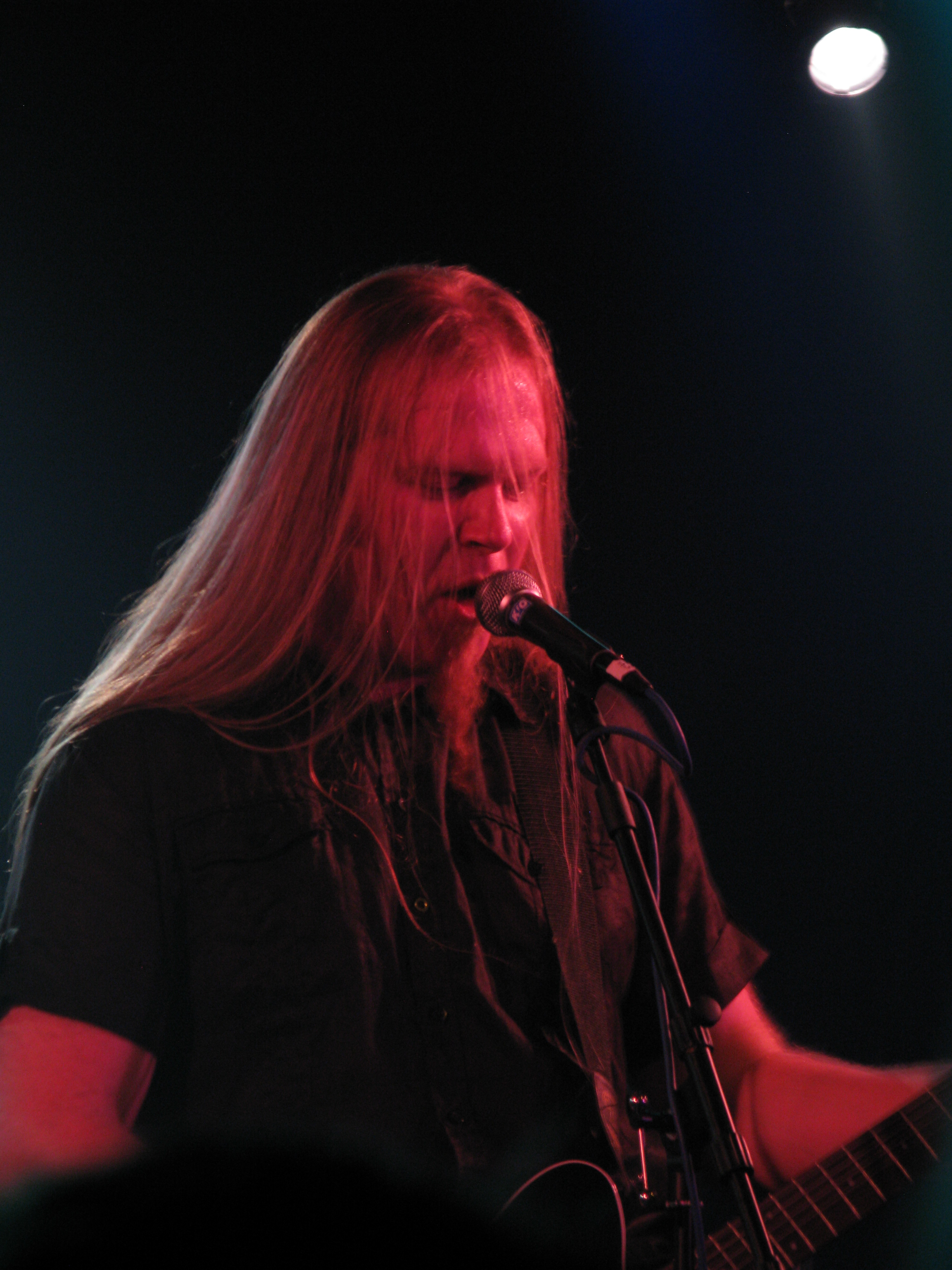
Morten Veland dejó la banda en 2001

En septiembre de 1999, fue puesto a la venta su segundo álbum, llamado Beyond The Veil. Las canciones en el disco se construyen alrededor de los mismos elementos que el anterior, pero todo en el álbum es un poco más extremo, comparado al Widow's Weeds. Østen Bergøy y Pete Johansen contribuían de nuevo en un álbum de Tristania, además de otro cantante; Jan Kenneth Barkved (1974-2009†) integrante de The Morendoes y Elusive.
Al igual que en el disco debut, la mayoría de las canciones fueron compuestas por el dúo Veland/Moen, aunque también contó con un par de piezas de Moen y Hidle.
Para la gran mayoría de críticos y fanes de Tristania, Beyond The Veil es la obra maestra de la agrupación noruega hasta la fecha, y uno de los trabajos más representativos de la escena gótica.
En 2000, Tristania continuó haciendo extensas giras y consiguió materializar sus primeras oportunidades de viajar fuera de Europa, con presentaciones en México en agosto y los Estados Unidos en noviembre.
A finales de ese mismo año, Veland se retira de Tristania debido a las profundas diferencias entre él y el resto de la banda y forma un nuevo proyecto llamado Sirenia, de orientación similar, pero con fuertes fines comerciales y de un éxito moderado. Según muchos de los fanes de Tristania, el grupo nunca volvió a ser el mismo, en vista de que la mayor parte del peso creativo en la composición y en imagen le correspondían precisamente a Veland. Fue también la mejor época comercial del grupo hasta el momento.
Para estas fechas, sale al mercado un nuevo EP, llamado Midwintertears/Angina para el público estadounidense, que recopila las piezas de su primera grabación y otras adicionales. Una edición especial de 2005 contiene un DVD con videos de la gira Widow´s Tour denominada Midwinter Tears.
Después de volver a Noruega, Kjetil Ingebrethsen reemplazó a Morten Veland. En el mismo tiempo Østen Bergøy se integró como miembro regular, después de participar en todos los álbumes. A partir de la salida de Veland,  Bergøy participa activamente en la composición y en muchas de las decisiones importantes de Tristania, asumiendo un papel de líder.

### World Of Glass(2001 - 2004)
El disco World Of Glass fue lanzado en septiembre de 2001, y representa la evolución natural para la banda hacia sonidos más electrónicos y contemporáneos, después de Widow's Weeds y Beyond the Veil, aunque manteniendo el «sonido Tristania». Este disco cuenta con la importante colaboración de Ronny Thorsen (Trail of Tears) en las voces guturales. También participó de nuevo Pete Joahnsen con el violín y Jan Kenneth Barkved en las voces limpias.
La diversidad musical que ha caracterizado a Tristania quedó demostrada con World of Glass, gracias en gran medida al aporte mayoritario en la composición de Østen Bergøy. Este álbum también incluyó el primer cover grabado por el grupo, llamado "The Modern End", grabado originalmente por la legendaria banda noruega Seigmen.
Días después de que el álbum fuera lanzado, la banda comenzó el World of Glass Tour en Europa, apoyado por las bandas Rotting Christ y Vintersorg. La gira luego los llevó a lugares más distantes, como México, y por primera vez, a Chile, Brasil y Colombia para el año 2002.
Para muchos críticos, este disco fue un punto alto en el grupo, aún con las reservas propias de no contar con Veland como compositor y líder, y a pesar de ser recibido con una menor expectativa. Con él marcaron el fin de la primera etapa musical de Tristania.
Luego de la gira de promoción del disco en 2003, se tomaron un largo receso por dos años mientras replantearon su futuro, para volver a los estudios de grabación con un nuevo concepto musical y así adaptarse a las nuevas tendencias del mercado.
Por otro lado, su ausencia les sirvió para enfocarse en la composición de nuevo material y reorganizar las finanzas (junto con sus agentes y mánager), en vista de que su contrato con la disquera Napalm Records se venció luego de tres álbumes grabados, por lo que debieron trabajar bajo un nuevo sello.

### Ashes(2005 - 2006)

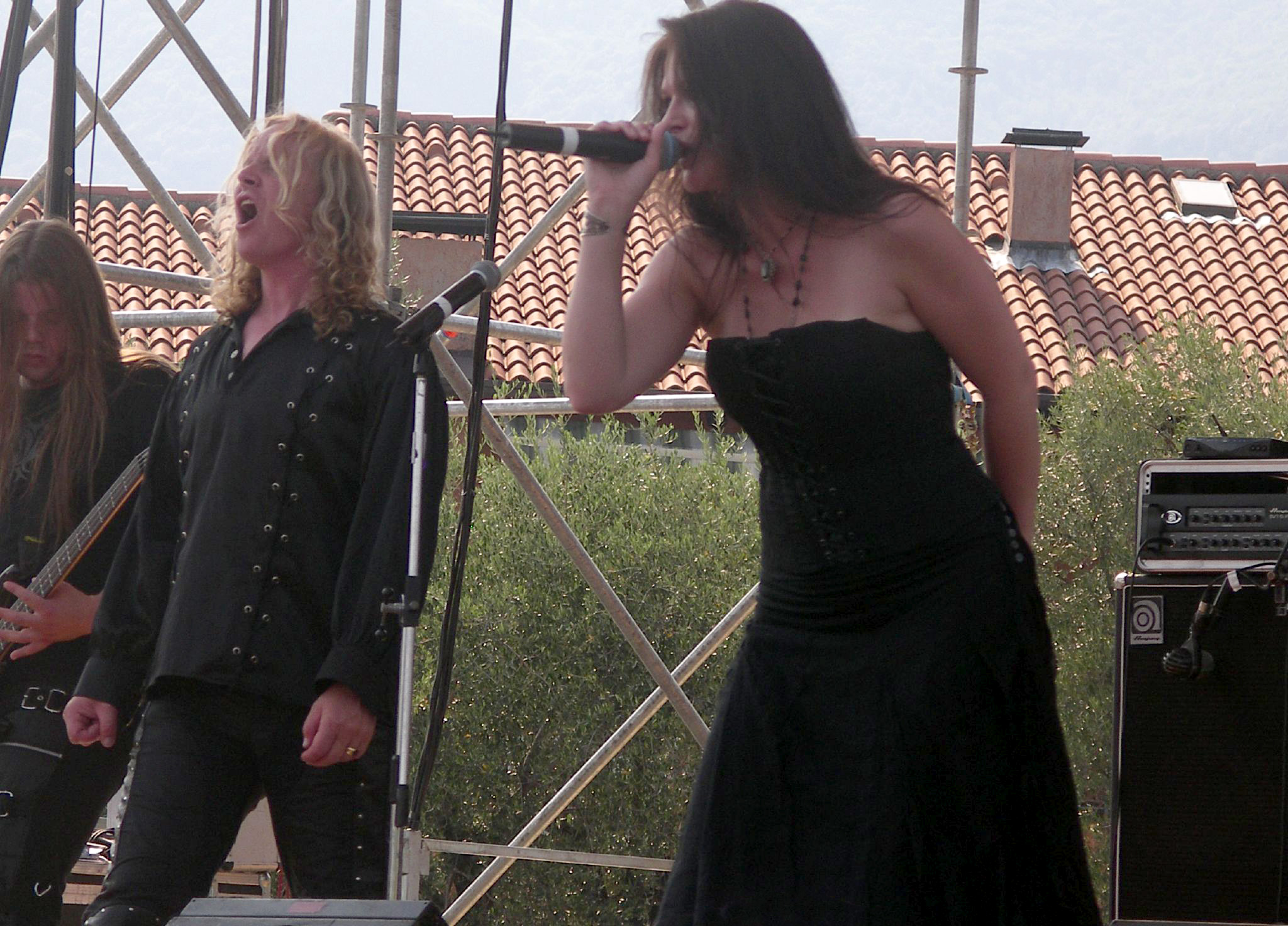
Vibeke Stene y Østen Bergøy en un concierto en el Evolution Festival, 2006.

En el 2005 deciden sacar un nuevo álbum, Ashes, con la nueva discográfica SPV, luego de que se venció su contrato por tres álbumes con Napalm Records y no fueron renovados. Fue escrito por Østen, Einar y Anders, además del webmaster de su página web Kjartan Hermansen quien escribe 2 canciones para ellos: Libre y Circus, que, según palabras de Anders Høyvik Hidle, son letras que aportan agresividad al álbum.
Este trabajo musical es un nuevo sonido de Tristania, dejando a un lado los coros y los sonidos de ambiente para crear un álbum más orgánico y más fuerte con ayuda de más guitarras acústicas y más dedicación a la parte de percusión.
En general, es un disco que tiene un estilo más progresivo que gótico, casi sin ningún aporte del violín y los teclados tienen un papel mucho más secundario. A pesar de ello, la participación en el piano y en sintetizadores por Einar Moen es muy significativo en algunas piezas, tal es el caso del tema The Gate, incluido en ediciones posteriores como un bonus track.
Originalmente, Ashes era un disco inexplicablemente muy breve (solo siete canciones), al que le fueron adicionando piezas que no fueron grabadas previamente. Su sencillo más importante, y hasta el momento su vídeo mejor realizado, es Equilibrium.
El 13 de abril de 2006, Kjetil Ingebrethsen (voces extremas) abandona la banda, razón por la cual recurren en las grabaciones y giras a colaboraciones externas de miembros de otras agrupaciones. También es incorporado Svein Terje Solvang como un segundo guitarrista.

### Ilumination(2007 - 2008)
Tristania culminó la grabación de su quinto disco de estudio con el nombre de Illumination; su fecha de salida se registró el 22 de enero de 2007, tras sufrir varios retrasos a partir de mediados de 2006. Los comentarios de Metal Hammer fueron positivos acerca de dicho trabajo, dándole 7/10, y diciendo: «Tienen que aplaudir su
El álbum, líricamente hablando, es mayormente negativo. Østen Bergøy ha sido el principal compositor de las letras de Illumination, en las cuales, según sus declaraciones, ha intentado ponerse bajo la piel de gente que realizó horribles actos sin cordura. Tal es el caso de Open Ground, pista en la cual Vibeke y Østen cantan juntos la historia de un hombre que decide asesinar a su novia. Asimismo, «Fate» es una canción en la que Østen personifica mediante su voz a un hombre bomba.
Mantiene un estilo algo similar al de su disco predecesor, aunque las piezas son en general bastante más cortas y se utiliza aún menos los teclados, lo que da un sonido más básico, agresivo y dinámico. Aunque sin olvidar baladas muy al estilo Tristania y en la que se aprecia en toda su intensidad la voz privilegiada de Vibeke, como en Destination Departure. Al igual que con Ashes, Illumination también cuenta con bonus track que no fueron incluidos en su primera edición.

### Vientos de cambio
El 27 de febrero de 2007, un comunicado publicado en el sitio oficial de la banda, anunciaba la renuncia de Vibeke Stene como vocalista de Tristania debido a razones personales (se habría retirado de la banda para dedicarse a enseñar canto, uno de sus sueños) dejando atrás planes de gira promocionando Illumination y el proyecto de un videoclip para Sanguine Sky.

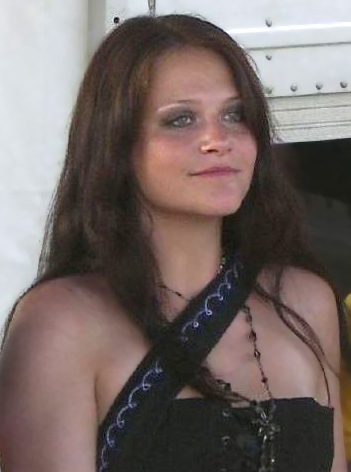
Vibeke Stene dejó Tristania a inicios del 2007

A pesar de que Tristania se ha caracterizado por la inestabilidad en algunos de sus integrantes, la salida de ella ha sido hasta el momento la más sensible y la que más ha marcado al resto, por ser su imagen y voz durante 10 años, factores por los que resultaba impensable una sustituta.
El 18 de octubre del 2007 se anuncia a la nueva vocalista, la italiana  Mariangela Demurtas o «Mary» (ex Reel Fiction, Alight), originaria de la isla de Cerdeña, y de apenas 25 años. De voz potente aunque menos espectacular, le ha impuesto mucho dinamismo y entrega en la gira de conciertos que han efectuado hasta el momento.
Las críticas hacia Tristania no se han hecho esperar, y van mucho más allá de decir por qué una relativamente desconocida italiana fue incorporada a la alineación noruega.
Efectivamente, la voz de Mariangela es mucho más grave, y carece con mucho del amplio rango de Vibeke Stene. Tampoco es capaz de llegar a notas tan agudas como solía hacerlo ella con su registro de soprano. Sin embargo, todo es parte de la nueva dirección y estilo musical que pretende la banda, cada vez más alejada del género gótico o de ópera rock que la dio a conocer en sus inicios con Morten Veland (hoy con su proyecto musical Sirenia).
Parte de las diferencias originadas con su anterior vocalista fueron precisamente de carácter artístico, lo que atrasó la salida al mercado de Illumination por varios meses, hasta enero de 2007. Una vez que cumplió con su contrato de grabar el nuevo y su último disco, Stene abandonó la agrupación para proyectos personales tan solo un mes después.
A pesar de todo y evitando cualquier comentario negativo al respecto, en la opinión del propio grupo, Mariangela ha llevado a una nueva dimensión el trabajo de Tristania al interpretar las canciones del Illumination grabadas con Vibeke: «Mary tiene un temperamento agresivo en los escenarios, todo lo que Østen quería. Tiene experiencia en teatros, además de hacer deporte desde niña, ambos aspectos que añadieron, ciertamente, el carácter a su persona».

### Rubicon(2008-2012)

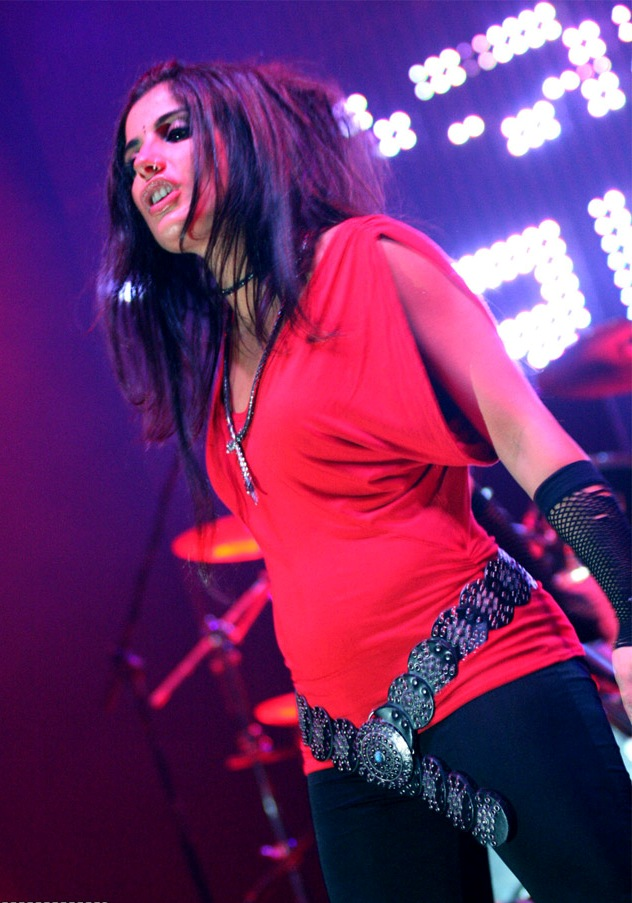
Mariangela Demurtas cantando en el Karmøygeddon Metal Festival 2010 en Haugesund, Noruega

El 22 de febrero de 2008, el bajista Rune Østerhus abandonó la agrupación por su propia voluntad, argumentando no tener la motivación necesaria durante las últimas giras de conciertos. Esta situación había obligado a la banda a recurrir a Kjell Hagen (exmiembro de Trail of Tears) en algunas presentaciones en vivo desde 2005.
Su puesto fue ocupado oficialmente a tiempo completo por Ole Vistnes (de la banda Zerozonic).
Esta nueva alineación con Mary Demurtas y Ole Vistnes fue presentada por primera vez en un concierto realizado en Kiev, Ucrania en un festival musical junto a Samael y Enslaved el 29 de febrero de 2008.
A partir de esa fecha y durante la primavera de ese año visitaron Rusia, Grecia y el Wave Gotik Treffen en Alemania, para concluir con un tour por algunos países de Latinoamérica en mayo. En el marco de esas presentaciones, realizaron por primera vez una gira por Chile, la que los llevaría a importantes ciudades como Valparaíso, Santiago de Chile y Concepción. 
Por otro lado, Svein Terje Solvang se retiró de Tristania al término de esa gira, por lo que fue sustituido por Gyri Smørdal Losnegaard como segunda guitarrista, conocida por su trabajo con la banda gótica noruega de Bergen, Octavia Sperati.
La participación de otros músicos, como Tarald Lie Jr.(baterista) y Kjetil Nordhus (vocalista), fue solamente en shows en vivo ante ausencias de fuerza mayor de Kenneth Olsson y Østen Bergøy respectivamente, sin que se acreditara originalmente en 2009 a ninguno de ellos dos como miembros permanentes de Tristania.
En el transcurso del 2009, realizaron una gira con nuevo material discográfico en algunos festivales de verano en Europa y Estados Unidos, incluyendo la tercera aparición de Tristania en el legendario festival Wacken Open Air en julio.
El nombre del sexto disco de estudio es Rubicon. La producción y grabación del álbum se realizó entre enero, febrero y marzo de 2010 en varios estudios noruegos (Tanken Studio, Oslo; K-Lab Studio, Stavanger y Amadeus Studio, Oslo). El diseño y fotografías promocionales se efectuaron en mayo de 2010 en el estudio Angst-im-Wald de Alemania.
Dentro de las novedades para 2010, se anunció el regreso en el violín de Pete Johansen (luego de casi diez años de no grabar con Tristania, desde World Of Glass), lo que asegura en cierta forma un regreso a sus raíces, aunque sin la presencia de los característicos coros sinfónicos en latín de sus primeros años.
Otra noticia imprevista es el contrato con la casa discográfica austriaca Napalm Records (con la que publicaron sus tres primeros discos), bajo la cual editaron su nueva producción. Las fechas de lanzamiento fueron anunciadas el 9 de junio de 2010, y se fijan entre el 25 y el 31 de agosto de 2010.
El 28 de junio de 2010, Tristania informó a través de Napalm Records que el baterista Tarald Lie Jr. (de la banda Diabla), así como al vocalista Kjetil Nordhus (ex Trail of Tears y Green Carnation) son nuevos miembros oficiales de Tristania. Østen Bergøy, en cambio, tuvo una participación muy discreta en la grabación del último disco a causa de su nueva paternidad, y aún se desconoce su permanencia con el grupo en el futuro.  Lie y Nordhus habían sido parte de Tristania como músicos de sesión y en varias presentaciones en vivo desde el año anterior.
Con estos últimos cambios, solamente el teclista Einar Moen y el guitarrista Anders Høyvik Hidle son los supervivientes de la banda original, y junto a Bergøy, los únicos en participar en todos los álbumes publicados a la fecha por la agrupación escandinava.
Entre septiembre de 2011 y enero de 2012, la banda participó con gran suceso en una extensa y ambiciosa gira de festivales en Europa y Norteamérica, denominada Out of the Dark Tour 2011, en conjunto con las agrupaciones del género gótico y sinfónico Van Canto, Xandria, Serenity y Amberian Dawn. Las presentaciones los llevaron a nueve países europeos con catorce conciertos, para concluir con una fecha en Guadalajara, México y una final en Miami, Estados Unidos.

### Darkest White(2013)
El 15 de diciembre de 2012, la banda anunció a través de su página oficial la salida de su séptimo álbum de estudio el 31 de mayo de 2013 llamado Darkest White, una vez más con la etiqueta Napalm Records y la producción de Christer André Cederberg. Las nuevas canciones se interpretarán en la siguiente presentación de la banda en el festival Wacken Open Air (la cuarta en su carrera), en el verano de 2013. La grabación del álbum fue lograda en menos de un mes en enero de 2013, siendo el período de producción más corto de Tristania hasta la fecha. En esta ocasión, no consideraron necesario utilizar músicos de estudio adicionales.
En términos generales, Darkest White fue bien acogido por la crítica y los fanes, siendo a menudo considerado como el "verdadero regreso" para la banda conocida con la exvocalista Vibeke Stene, luego de su salida en 2007, en contraposición con el tibio recibimiento de su antecesor.
Sputnikmusic declaró que con Darkest White «realmente se han superado a sí mismos», aún "siendo la misma banda que lanzó Rubicon". En Metal Storm, el álbum fue elogiado por su «exploración de la oscuridad, la belleza desolada» de un modo llamado «hilo emocional».  Otro aspecto que fue bien recibido fue la «perfección lograda» con el estilo de tres vocalistas impulsados en todo el álbum, con las voces guturales de Anders H. Hidle, la voz limpia de Kjetil Nordhus y la voz femenina de Mariangela Demurtas. La combinación de estos tres cantantes se considera «inteligente» y «diligente».

### Disolución
Durante su largo paréntesis entre 2016 y 2018, la banda no tuvo ninguna actividad conocida, mientras que algunos de sus integrantes se sumaron a otros proyectos musicales.  Tristania regresó a los escenarios en 2018 para algunas presentaciones ocasionales, sin incluir nuevas canciones.
Finalmente, el 17 de septiembre de 2022, Tristania anunció su disolución oficial, debido a una inespecificada "situación médica en un familiar cercano de la banda". En consecuencia, la gira programada por América Latina en diciembre de 2022 fue cancelada.

## Miembros

### Miembros actuales
- Mariangela Demurtas - Voz (2008-2022)
- Einar Moen - Teclado (1996-2022)
- Anders Høvyvik Hidle - Guitarra - Voz gutural (1996-2022)
- Gyri Smørdal Losnegaard - Guitarra (2009-2022)
- Ole Vistnes - Bajo (2009-2022)
- Tarald Lie Jr.- Batería (2010-2022)
- Kjetil Nordhus - Voz (2010-2022)

### Miembros pasados
- Morten Veland - guitarra, Voz gutural  (1996-2001)
- Kjetil Ingebrethsen - Voz gutural (2002-2006)
- Vibeke Stene - voz (1997-2007)
- Svein Terje Solvang - guitarra, Voz gutural (2005-2008)
- Rune Østerhus - bajo (1996-2009)
- Kenneth Olsson- Batería (1996-2010)
- Østen Bergøy - Voz (1997-2010)

### Músicos invitados
- Pete Johansen - (Violín en Widow's Weeds, Beyond the Veil, World of Glass y  Rubicon)
- Ronny Thorsen - (Vocales guturales en World of Glass)
- Jan Kenneth Barkved † - (Vocales limpios en Beyond The Veil  y  World of Glass)
- Hans Josef Groh - (Violonchelo  en Ashes)
- Vorph - (Vocales gututales en Illumination)
- Petra Stalz - (Violín en Illumination)
- Heike Haushalter - (Violín en Illumination )
- Monika Malek - (Viola en Illumination)
- Gesa Hangen - (Violonchelo en Illumination)
- Kjell Rune Hagen - (Bajo en conciertos, 2005-2008)
- Jonathan A. Pérez - (Batería en conciertos, 2005)
- Sigmund Olgart Vegge - (vocales guturales adicionales en Rubicon)
- Ole Vistnes - Bajo(2008-2009)
- Tarald Lie Jr.- Batería (2006-2010)
- Kjetil Nordhus- Voz (2009-2010)

## Discografía
- Anexo: Discografía de Tristania

### Álbumes de estudio
- Widow's Weeds - 1998
- Beyond The Veil - 1999
- World of Glass - 2001
- Ashes - 2005
- Illumination - 2007
- Rubicon - 2010
- Darkest White - 2013

### EP
- Tristania - 1997
- Midwintertears/Angina - 2001
- Midwinter Tears - 2005
- Sanguine Sky - 2007

### DVD
- Widow's Tour - 1999

### Sencillos
- Evenfall - 1998
- Angina - 1999
- Equilibrium - 2005
- Libre - 2005
- Year of the Rat - 2010

### Vídeos musicales
- Evenfall - 1998 (Vídeo promocional del Widow's Tour).
- Heretique - 1999 (No oficial, hecho por el director sueco Mats Lundberg).
- Equilibrium - 2005
- Libre - 2005
- Year of the Rat - 2010